# Paktia gardezae
Paktia gardezae är en insektsart som beskrevs av Pfadt 1970. Paktia gardezae ingår i släktet Paktia och familjen Pamphagidae. Inga underarter finns listade i Catalogue of Life.